# ŠKP Bratislava
Der ŠKP Bratislava (Športový klub polície Bratislava; deutsch Polizeisportverein Bratislava) ist ein slowakischer Polizeisportverein aus Bratislava, der in Abteilungen für verschiedene Sportarten organisiert ist, die heute teils eigenständig operieren.

## Vereinsnamen
- Telovýchovný klub národnej bezpečnosti Bratislava (1946 bis 1948, Kürzel TKNB; auch TŠKNB - Telovýchovný športový klub národnej bezpečnosti)
- Sokol Sbor národnej bezpečnosti Bratislava (1948 bis 1952, Kürzel Sokol SNB)
- Sokol Červená hviezda Bratislava (1952 bis 1953, Kürzel Sokol Čh)
- Ústredný dom Červenej hviezdy Bratislava (1953 bis 1956, Kürzel ÚD Čh)
- TJ Červená hviezda Bratislava (1956 bis 1990, Kürzel TJ Čh)
- Športovní klub polície Bratislava (seit 1990, Kürzel ŠKP)

## Abteilungen

### Fußball
Die Fußballabteilung fusionierte im August 1997 mit dem  FC Tatran Devín und 2003 mit dem FC Dúbravka.

### Handball
Die Handballmannschaften des Vereins gehören zu den erfolgreichsten Teams der Slowakei.
- ŠKP Bratislava (Handball) (Handball, Frauen und Männer)

Folgende Spieler nahmen an Olympischen Spielen teil:
- Peter Pospíšil (Silbermedaille bei den Olympischen Sommerspielen 1972)[1]
- Štefan Katušák (Teilnehmer der Olympischen Sommerspiele 1976)
- Ján Packa (Teilnehmer der Olympischen Sommerspiele 1976)
- Ľubomír Švajlen (Teilnehmer der Olympischen Sommerspiele 1988 und 1992)
- Ľuboš Hudák (Teilnehmer der Olympischen Sommerspiele 1992)

### Eiskunstlauf
- Ivana Reitmayerová (Teilnehmerin der Olympischen Winterspiele 2010, Teilnehmerin an Welt- und Europameisterschaften)[1]
- Igor Macypura (Teilnehmer an Welt- und Europameisterschaften)

### Sportschießen
- Daniela Pešková (Teilnehmerin der Olympischen Spiele 2008, Junioren-Weltmeister)
- Ján Fabo (Teilnehmer der Olympischen Spiele 1996 und 2000, Medaillengewinner bei Europameisterschaften)

### Basketball
- ŠKP Filozof Bratislava (Basketballverein)

### Kanusport
Der ŠKP Bratislava hat eine Reihe von Kanusportlern (Kanurennsport, Kanuslalom und Wildwasserrennsport) hervorgebracht, die erfolgreich bei Olympischen Sommerspielen und Weltmeisterschaften waren:
- Juraj Bača (Weltmeister)[1]
- Peter Hochschorner (Olympiasieger)
- Pavol Hochschorner (Olympiasieger)
- Michal Riszdorfer (Weltmeister)
- Richard Riszdorfer (Weltmeister)
- Juraj Tarr (Weltmeister)
- Erik Vlček (Weltmeister)

### Eishockey
In den 1940er und 1950er Jahren spielte das Eishockeyteam in der 2. Liga und nahm 1946 an der Aufstiegsrunde zur Aufstiegsrunde zur 1. Liga teil. Unter dem Namen HC ŠKP Bratislava spielen heute mehrere Nachwuchs- und eine Frauenmannschaft für den Verein. Letztere wurde 2014 zwei Jahre, nachdem sich die erfolgreiche Frauenmannschaft des HC Slovan Bratislava aufgelöst hatte, als Sammelbecken für die slowakischen Nationalspielerinnen gegründet, ist offizielles Trainingszentrum des slowakischen Eishockeyverbandes Slovenský zväz ľadového hokeja und sieht sich selbst als Nachfolgerin von Slovan Bratislava, welche 2005/06 und 2006/07 die Meisterschaft in der Elite Women’s Hockey League gewann, an. Mit Ausnahme der Saison 2018/19 spielt das Team in dieser Liga, welche sich 2020 in European Women’s Hockey League (EWHL), umbenannte. In der Saison 2023/24 konnte sich die Mannschaft die EWHL-Meisterschaft sichern.
Zur Saison 2024/25 übernahm der slowakische Eishockeyverband Slovenský zväz ľadového hokeja das Trainingszentrum und auch die EWHL-Mannschaft. Seitdem tritt die Mannschaft als HK PSRŽ Bratislava an. Die Abkürzung PSRŽ steht dabei für Projekt Slovenská Reprezentácia Ženy, also Projekt Slowakische Frauennationalmannschaft.

### Volleyball
Set 1992 ist die Volleyballabteilung selbständig und spielt unter dem Namen VKP Bratislava (Volejbalový Klub Polície Bratislava). Die Mannschaft wurde drei Mal tschechoslowakischer und elf Mal slowakischer Meister.